# يونيتا بلاكويل
يونيتا زيلما بلاكويل (18 مارس 1933 - 13 مايو 2019) هي ناشطة أمريكية في مجال الحقوق المدنية وأول امرأة أمريكية من أصول أفريقية تُنتخب لمنصب العمدة في ولاية ميسيسيبي الأمريكية. أدارت بلاكويل مشروع لجنة التنسيق الطلابية اللاعنفية وساهمت في تنظيم حملات الناخبين للأمريكيين الأفارقة في ولاية ميسيسيبي. أسست جمعية الصداقة بين شعبي الولايات المتحدة والصين، والتي كُرّست لتعزيز التبادل الثقافي بين الولايات المتحدة والصين. في عام 2006، نُشر كتاب سيرة بلاكويل الذاتية، حافية القدمين، والذي يسلط الضوء على نشاطاتها.

## نشأتها
ولدت بلاكويل (ي. ز. براون قبل الزواج) في 18 مارس 1933، في بلدة لولا، ميسيسيبي، لوالديها المزارعين فيردا ماي وويلي براون. كان عمها هو من منحها الاسم «ي. ز»، والذي أبقت عليه حتى بلوغها الصف السادس، عندما أخبرها معلمها أنها بحاجة إلى «اسم حقيقي، وليس فقط الأحرف الأولى». قررت بلاكويل ومعلمها اعتماد اسم يونيتا زيلما.
عاشت بلاكويل ووالداها في لولا. قُتل جدها على يد صاحب مزرعة أبيض. في عام 1936، عندما كانت تبلغ بلاكويل الثالثة من عمرها، غادر والدها المزرعة التي كان يعمل فيها هربًا إلى ممفيس بولاية تينيسي خوفًا على حياته بعد أن واجه رئيسه عندما علم أنه تحدث إلى زوجته. بعد ذلك بوقت قصير، غادرت بلاكويل ووالدتها المزرعة للحاق بوالدها والعيش معه. سافرت عائلة بلاكويل على نحو متكرر بحثًا عن عمل. في 20 يونيو 1938، انفصل والدا بلاكويل بسبب اختلافاتهما الدينية. ذهبت بلاكويل ووالدتها إلى ويست هيلينا، في ولاية أركنساس، وعاشتا مع خالتها الكبرى، وهناك، حظيت بلاكويل بفرصة تلقي التعليم. لم يكن التعليم النوعي في ولاية ميسيسيبي خيارًا لبلاكويل، إذ ركزت المدارس هناك على مواضيع زراعة المحاصيل ونظام المزارع. سُمح للأطفال السود بالذهاب إلى المدرسة لمدة شهرين فقط في كل مرة، قبل أن يُتوقع منهم العودة إلى العمل في حقول القطن. اعتادت بلاكويل زيارة والدها في ممفيس أثناء إقامتها في غرب هيلينا. اعتادت كذلك مغادرة غرب هيلينا خلال أشهر الصيف للعيش مع جدها وجدتها في لولا، حيث ساعدت في زراعة القطن وحصاده. أمضت بلاكويل معظم أعوامها الأولى في تقطيع القطن مقابل 3 دولارات في اليوم، في ميسيسيبي وأركنساس وتينيسي، وعملت على تقشير الطماطم في فلوريدا. أنهت الصف الثامن وهي تبلغ من العمر 14 عامًا، والذي كان يُعتبر المرحلة الأخيرة من المدرسة في ويستسايد، وهي مدرسة للأطفال السود في غرب هيلينا. كان على بلاكويل أن تترك المدرسة لمساعدة عائلتها في جني المال.

### الزواج والانتقال
التقت بلاكويل بإيرميا بلاكويل للمرة الأولى وهي في الخامسة والعشرين من عمرها، وهو طباخ في شعبة المهندسين بالجيش الأمريكي. وبعد بضع سنوات، سافرا إلى كلاركسديل، ميسيسيبي، حيث تزوجا في محكمة صلح.

في يناير 1957، أصيبت بلاكويل بمرض شديد ونُقلت إلى المستشفى في غرب هيلينا حيث أُعلنت وفاتها. عُثر عليها لاحقًا على قيد الحياة في غرفتها بالمستشفى، حيث ذكرت أنها خاضت تجربة شبيهة بالموت. في 2 يوليو 1957، أنجب الزوجان ابنهما الوحيد، إرميا بلاكويل جونيور (جيري). في عام 1960، توفيت جدة إرميا، «مس فاشتي». بعد بضعة أشهر، انتقلت عائلة بلاكويل إلى منزل الشوزن الذي تركته الجدة لهم، في مايرسفيل، ميسيسيبي، وهي بلدة يبلغ عدد سكانها نحو خمسمئة شخص. بمرور الوقت، تمكنت عائلة بلاكويل من بناء منزل أكبر من الطوب، ولكنها أرادت الاحتفاظ بالمنزل الأصغر الذي ورثته عن جدة إرميا.
استقرت بلاكويل في مايرسفيل، حيث بدأت لاحقًا الانخراط في حركة الحقوق المدنية.

## الدفاع عن الحقوق المدنية

### التمييز العنصري في التصويت
نشطت بلاكويل في حركة الحقوق المدنية للمرة الأولى في يونيو 1964، عندما عقد ناشطان من لجنة التنسيق الطلابية اللاعنفية اجتماعات في الكنيسة التي تنتمي بلاكويل لها في مايرسفيل، دارت تلك الاجتماعات حول حقوق الأمريكيين الأفارقة في التصويت. في الأسبوع التالي، ذهبت بصحبة سبعة آخرون إلى قاعة المحكمة لإجراء اختبار تسجيل الناخبين ليتسنى لهم التصويت. بينما كانوا خارج قاعة المحكمة في انتظار إجراء الاختبار، سمع بذلك مجموعة من المزارعين البيض من المنطقة وحاولوا ترهيبهم. بقيت بلاكويل ومجموعتها في قاعة المحكمة طوال اليوم، ولكن اثنين منهم فقط تمكنا من إجراء الاختبار. ذكرت بلاكويل أن العنصرية التي عانوا منها جعلت من ذلك اليوم «نقطة تحول» في حياتها. طُردت بلاكويل وزوجها من وظيفتهما في اليوم التالي بعد أن اكتشف صاحب العمل أنهما كانا جزءًا من المجموعة التي تسعى للتسجيل للتصويت. روت بلاكويل كيفية محاولة عائلتها البقاء بعد أن فقدت وظيفتها:
حاولت بلاكويل اجتياز اختبار تسجيل الناخبين ثلاث مرات خلال الأشهر القليلة المقبلة. في مطلع الخريف، أجرت الاختبار بنجاح وأصبحت ناخبة مسجلة.
في يناير 1965، أدلت بلاكويل بشهادتها أمام لجنة الولايات المتحدة للحقوق المدنية عند قدومها إلى ميسيسيبي حول تجاربها مع التمييز بين الناخبين.
تعرضت بلاكويل ونشطاء آخرون لمضايقات مستمرة نتيجة انخراطها في حملات تسجيل الناخبين.

### لجنة التنسيق الطلابية اللاعنفية وغيرها من الحركات
التقت بلاكويل بفاني لو هامر في صيف عام 1964، حيث استمعت إلى تجاربها في مجال حركة الحقوق المدنية، وقررت الانضمام إلى لجنة التنسيق الطلابية اللاعنفية. تولت إدارة مشروع لجنة التنسيق الطلابية اللاعنفية، ونظمت حملات تسجيل الناخبين في ولاية ميسيسيبي. في وقت لاحق من ذلك العام، أصبحت بلاكويل عضوًا في اللجنة التنفيذية لحزب الحرية الديمقراطي في ميسيسيبي، الذي استحدث حزبًا للناخبين الذين سجلوا للتصويت من لجنة التنسيق الطلابية اللاعنفية. في أواخر أغسطس، سافرت بلاكويل بصحبة 67 مندوبًا منتخبًا آخر من حزب الحرية الديمقراطي في ميسيسيبي إلى المؤتمر الوطني الديمقراطي لعام 1964 في أتلانتيك سيتي، نيو جيرسي، بهدف الحصول على مقعد انتخابي لحزب الحرية الديمقراطي باعتباره «الوفد الوحيد المشكل ديمقراطيًا من ميسيسيبي». عُرض عليهم مقعدان حران ولكنهم رفضوا هذا الحل الوسط، كان لهذا الحدث، ولا سيما الشهادة التي أدلت بها هامر على التلفاز الوطني أمام لجنة الاعتماد، دور في اطلاع الجمهور على الحزب وحركة الحقوق المدنية في ولاية ميسيسيبي.
شاركت بلاكويل في تقديم برنامج هيد ستارت للأطفال السود عام 1965 في دلتا المسيسيبي، وهو مشروع تقوده مجموعة تنمية الطفل في ميسيسيبي.
في أواخر ستينيات القرن العشرين، عملت بلاكويل متخصصة في تنمية المجتمع مع المجلس الوطني للمرأة الزنجية. في سبعينيات القرن العشرين، عملت من خلال المجلس الوطني للمرأة الزنجية في مشروع يهدف إلى تطوير مشروع لإسكان ذوي الدخل المنخفض وشجعت الناس في جميع أنحاء البلاد «على بناء منازلهم الخاصة». سُجنت أكثر من 70 مرة خلال فترة مشاركتها في حركة الحقوق المدنية، وذلك لانخراطها في احتجاجات الحقوق المدنية وغيرها من الإجراءات.